# Podochilus
Podochilus is een geslacht met ongeveer zestig soorten orchideeën uit de onderfamilie Epidendroideae.
Het zijn voornamelijk kleine epifytische orchideeën zonder pseudobulben en met zeer kleine, haast doorschijnende witte bloempjes, met een wijde verspreiding in Zuidoost-Azië van Sri Lanka tot Nieuw-Guinea.

## Naamgeving enetymologie
- Synoniem: Apista Blume, Cryptoglottis Blume, Cyrtoglottis Schltr., Hexameria R. Br., Placostigma Blume, Platysma Blume

De botanische naam Podochilus is een samenstelling van Oudgrieks πούς, pous (voet) en χεῖλος, cheilos (lip), naar de vorm van de aanhangsels aan de bloemlip.

## Kenmerken
Podochilus-soorten zijn atypische orchideeën. Het zijn overwegend mosachtige epifytische of lithofytische planten zonder pseudobulben, met een dunne, dikwijls vertakte en kruipende stengel met twee rijen elkaar overlappende smalle blaadjes en een eindstandige tros met enkele bloempjes.
De bloemen openen zich zelden volledig. Ze zijn meestal wit met paarse tekening, en bezitten een bloemlip met één of twee aanhangsels aan de basis. De laterale kelkbladen vormen een mentum met de voet van het gynostemium. De enige meeldraad draagt vier pollinia.

## Habitaten verspreiding
Podochilus-soorten groeien op het onderste gedeelte van de stam van bemoste bomen en rotsen, dikwijls in de buurt van watervallen, in de warme, vochtige laagland- en montane regenwouden van Zuidoost-Azië, voornamelijk in Myanmar, Thailand, Maleisië, Java, Sumatra, Borneo, de Filipijnen, Nieuw-Guinea en Australië.

## Taxonomie
Het geslacht telt ongeveer zestig soorten. Verder werden in het verleden nog een groot aantal soorten beschreven, die nu als synoniemen worden beschouwd. De typesoort is Podochilus lucescens.

### Soortenlijst
- Podochilus anguinus Schltr. (1922)
- Podochilus appendiculatus J.J.Sm. (1900)
- Podochilus auriculigerus Schltr. (1921)
- Podochilus australiensis (F.M.Bailey) Schltr. (1907)
- Podochilus banaensis Ormerod (2003)
- Podochilus bancanus J.J.Sm. (1920)
- Podochilus bicaudatus Schltr. (1906)
- Podochilus bilabiatus J.J.Sm. (1920)
- Podochilus bilobulatus Schltr. (1919)
- Podochilus bimaculatus Schltr. (1912)
- Podochilus cucullatus J.J.Sm. (1909)
- Podochilus cultratus Lindl. (1833)
- Podochilus cumingii Schltr. (1906)
- Podochilus densiflorus Blume (1849)
- Podochilus falcatus Lindl. (1833)
- Podochilus falcipetalus Schltr. (1922)
- Podochilus filiformis Schltr. (1912)
- Podochilus forficuloides J.J.Sm. (1922)
- Podochilus gracilis (Blume) Lindl. (1833)
- Podochilus hellwigii Schltr. (1900)
- Podochilus hystricinus Ames (1923)
- Podochilus imitans Schltr. (1905)
- Podochilus intermedius J.J.Sm. (1917)
- Podochilus intricatus Ames (1913 publ. 1914)
- Podochilus khasianus Hook.f. (1890)
- Podochilus lamii J.J.Sm. (1930)
- Podochilus lancilabris Schltr. (1922)
- Podochilus lobatipetalus J.J.Sm. (1933)
- Podochilus longilabris Ames (1912)
- Podochilus lucescens Blume (1825)
- Podochilus malabaricus Wight (1851)
- Podochilus marsupialis Schuit. (1998)
- Podochilus mentawaiensis J.J.Sm. (1932)
- Podochilus microphyllus Lindl. (1833)
- Podochilus minahassae Schltr. (1911)
- Podochilus muricatus (Teijsm. & Binn.) Schltr. (1900)
- Podochilus obovatipetalus J.J.Sm. (1927)
- Podochilus oxyphyllus Schltr. (1906)
- Podochilus oxystophylloides Ormerod (2003)
- Podochilus pachyrhizus Schltr. (1906)
- Podochilus plumosus Ames (1910)
- Podochilus polytrichoides Schltr. (1905)
- Podochilus ramosii Ames (1913 publ. 1914)
- Podochilus rhombeus J.J.Sm. (1917)
- Podochilus rhombipetalus J.J.Sm. (1917)
- Podochilus saxatilis Lindl. (1833)
- Podochilus scalpelliformis Blume (1849)
- Podochilus schistantherus Schltr. (1911)
- Podochilus sciuroides Rchb.f. (1857)
- Podochilus serpyllifolius (Blume) Lindl. (1859)
- Podochilus similis Blume (1849)
- Podochilus smithianus Schltr. (1905)
- Podochilus spathulatus J.J.Sm. (1909)
- Podochilus steinii J.J.Sm. (1934)
- Podochilus strictus Ames (1910)
- Podochilus sumatranus Schltr. (1906)
- Podochilus sumatrensis Ridl. (1912)
- Podochilus tenuis (Blume) Lindl. (1833)
- Podochilus tmesipteris Schltr. (1911)
- Podochilus trichocarpus Schltr. (1912)
- Podochilus truncatus J.J.Sm. (1926 publ. 1827)
- Podochilus warianus Schltr. (1912)